# Oncometopia tolteca
Oncometopia tolteca är en insektsart som beskrevs av Schröder 1962. Oncometopia tolteca ingår i släktet Oncometopia och familjen dvärgstritar. Inga underarter finns listade i Catalogue of Life.